# راس الوادي (العدين)

تعديل مصدري - تعديل

راس الوادي محلة تابعة لقرية بني عمر، التابعة لعزلة بني عبد الله بمديرية العدين إحدى مديريات محافظة إب في الجمهورية اليمنية، بلغ تعداد سكانها 43 حسب تعداد اليمن لعام 2004.